# ビジネスコンテスト
ビジネスコンテストとは、参加者がビジネスモデルを作り、その完成度と新規性により優劣を競うコンテストである。コンテストの主催者によりビジネスプランコンテストともいう。

## 歴史
日本におけるビジネスコンテストは、1996年に「学生のためのビジネスコンテストKING」（現:Business Contest KING）が初めて開催。2000年ごろから、その数は増加傾向にあり、2012年にはビジネスコンテストが一部でブームとなった。Business Contest KINGによる初めてのビジネスコンテストの開催後、大小様々な団体がビジネスコンテストを開催している。
近年ではビジネスコンテストの種類は多様化しており、主に①企業が主催するもの②政府・自治体が主催するもの③学生が主催するものの3種類存在する。
企業が主催するビジネスコンテストには、就活生のみが参加できるコンテストや、一般大学生が参加できるコンテストなど、形式は様々ある。

## コンテストの形式
コンテストの形式としては、限られたコンテスト期間中に宿泊形式でビジネスモデルを作るものと、作られたビジネスモデルを持込む形式のものがある。